# Варди (кишлак)
Варди (дари وردی) — кишлак на северо-востоке Афганистана, в вилаяте (провинции) Бадахшан. Входит в состав района Вахан.

## Географическое положение
Варди расположен на северо-востоке Бадахшана, в высокогорной местности, на правом берегу реки Вахандарьи, вблизи места впадения в неё малой реки Варди, на расстоянии приблизительно 227 километров к востоку от города Файзабада, административного центра вилаята. Абсолютная высота — 3183 метра над уровнем моря. Ближайшие населённые пункты — кишлак Пурвакшан (выше по течению Вахандарьи), кишлак Рабат (ниже по течению Вахандарьи).

## Население
В национальном составе преобладают ваханцы.